# Catedral de Cristo Salvador (Kaliningrado)
La Catedral de Cristo Salvador (en ruso: Храм Христа Спасителя) se localiza en la ciudad de Kaliningrado (antes Königsberg ) se trata de la iglesia más grande de la región de Kaliningrado, en Rusia. Es el edificio dominante de la ciudad interior y está situado cerca de la plaza central, llamada Ploshchad Pobedy (Plaza de la Victoria).
La construcción de la catedral fue terminada el 10 de septiembre de 2006. Una pequeña capilla de madera que sirvió como espacio de culto original todavía está cerca.
La Catedral Ortodoxa Rusa de Cristo Salvador fue diseñada por el arquitecto Oleg Kopylov. Llegando a 70 metros de altura, el templo fue construido en el estilo de la arquitectura de la iglesia en el ducado de Vladimir-Suzdal.